# Harry Earles
Harry Earles (født Kurt Schneider; 3. april 1902, død 4. maj 1985) var en tysk-amerikansk lilleput, skuespiller og sideshow-entertainer. Earles var ikke dværg – han var skabt med en normal kropsbygning, men var meget lille. Han lod sig fremvise på diverse markedspladser og i cirkusser, sammen med søstrene Daisy, Gracie og Tiny (tilsammen The Doll Family) frem til sin pension i 1958.
Han optrådte i flere film, bl.a. The Unholy Three fra 1925 (stumfilm; tonefilm 1930) samt kult-filmen Freaks fra 1932.